# Edition Wannenbuch
Die Edition Wannenbuch ist ein unabhängiger deutscher Verlag, der ausschließlich wasserfeste Badebücher für die Badewanne für erwachsene Leser publiziert. Der Verlagssitz ist in Chemnitz.

## Geschichte
Der Verlag wurde im Jahr 2010 von den Journalisten Grit Strietzel und Jens Korch gegründet. Die Idee zu wasserfesten Badewannenbüchern für Erwachsene war beim Toskana-Urlaub am Pool entstanden. Jährlich werden bis zu zwei neue Bücher verlegt.
Im Verlag erscheinen Krimis, Romane, Reiseführer sowie Yoga und Fitness-Ratgeber oder Gehirnjogging für die Wanne. Die Inhalte sind bewusst kurz gehalten, damit sie in 15 Minuten gelesen werden können und somit für ein Wannenbad ausreichen. Das Verlagsrepertoire umfasste Anfang 2016 rund 20 verschiedene Titel. 2019 hat die Edition Wannenbuch 30 wasserfeste Bücher im Sortiment. Das Spektrum wurde unter anderem um Thriller erweitert. Zur Leipziger Buchmesse 2019 wurde erstmals ein Doppel-Badebuch für Paare vorgestellt. Die Handlung des auf zwei Bücher aufgeteilten Romans "Für immer und ... Adam" (sein Part) und "Für immer und ... Evi" (sie) springt dabei von einem Titel in den anderen und wieder zurück.

## Autoren
Autoren der Wannenbücher sind der emeritierte Gießener Literaturwissenschaftler Erwin Leibfried, die Sportwissenschaftlerinnen Regina Roschmann und Jacqueline Böhr der Technischen Universität Chemnitz, Radiomoderator Dirk Schumacher, Karikaturist und Cartoonist Rainer Bach, das hessische Comedyduo  Badesalz, die Sängerin und Radiomoderatorin Lisa Wohlgemuth, der österreichische Journalist Günther Zäuner sowie die Schriftstellerin und Verlegerin Claudia Puhlfürst.

## Preise
Für das Wannenbuch Buddhas baden besser ist die Edition Wannenbuch mit dem erstmals vergebenen Publikumspreis Nonbook der Frankfurter Buchmesse 2016 ausgezeichnet worden.
Das Wannenbuch Babbelspaß mit Badesalz des Comedy-Duos Henni Nachtsheim und Gerd Knebel alias Badesalz ist 2022 mit der Goldenen Badeente der Edition Wannenbuch für 7777 verkaufte Exemplare ausgezeichnet worden.
Für ihren Einsatz für die Sichtbarkeit des Verlagsstandorts Sachsen wurde die Edition Wannenbuch mit dem Sächsischen Verlagspreis 2024 ausgezeichnet.
Anlässlich des zehnjährigen Jubiläums vergab die BuchBerlin zusammen mit der Leipziger Kommissions- und Großbuchhandel Das goldene Herz für Bücher an Jens Korch als Persönlichkeit, die durch ihre Kreativität und Leistung inspiriert und unabhängigen Verlagen zu mehr Sichtbarkeit verhilft.